# Wataru Tanigawa
Wataru Tanigawa (japanisch 谷川 航 Tanigawa Wataru; * 23. Juli 1996 in Funabashi) ist ein japanischer Kunstturner.

## Karriere
Tanigawa begann im Alter von sechs Jahren mit dem Turnen. Er studierte Sportwissenschaft an der Juntendō-Universität. Auch sein jüngerer Bruder Kakeru Tanigawa ist als Kunstturner international aktiv.
Seine ersten größeren Erfolge auf internationaler Ebene feierte Tanigawa bei der Universiade 2017 in Taipeh, wo er mit der japanischen Mannschaft Gold im Mannschaftsmehrkampf gewann. Zudem sicherte er sich vier Bronzemedaillen – im Einzelmehrkampf sowie am Boden, am Barren und am Reck. Zwei Jahre später verteidigte er bei der Universiade 2019 in Neapel den Mannschaftstitel.
Bei den Weltmeisterschaften 2018 und 2019 gewann Tanigawa mit der japanischen Mannschaft jeweils die Bronzemedaille im Mannschaftsmehrkampf. 2022 folgte bei den Weltmeisterschaften in Liverpool Silber im Mannschaftsmehrkampf sowie Bronze im Einzelmehrkampf.
Bei den Olympischen Spielen 2020 in Tokio, die aufgrund der COVID-19-Pandemie erst 2021 ausgetragen wurden, gewann er mit dem japanischen Team die Silbermedaille im Mannschaftsmehrkampf. Im Einzelmehrkampf belegte er in der Qualifikation Rang 13. Im Jahr darauf sicherte er sich bei den Asienspielen 2022 in Hangzhou Gold im Sprung, Silber mit der Mannschaft und Bronze an den Ringen.
Bei den Olympischen Spielen 2024 in Paris wurde Tanigawa mit der japanischen Mannschaft Olympiasieger im Mannschaftsmehrkampf. Zudem erreichte er das Finale am Barren und belegte dort den sechsten Platz.